# 杜比夫卡 (別爾季切夫區)
49°54′31″N 28°47′4″E / 49.90861°N 28.78444°E
杜比夫卡（烏克蘭語：Дубівка），是烏克蘭的村落，位於該國北部日托米爾州，由別爾季切夫區負責管轄，始建於1788年，面積1.52平方公里，海拔高度247米，2001年人口291，人口密度每平方公里191.45人。